# 43M Lehel
Il 43M Lehel fu un prototipo di veicolo trasporto truppe corazzato ungherese della seconda guerra mondiale.

## Storia
Il mezzo fu realizzato nel 1943, dopo l'adozione dei carri armati 40M Turán I e 38M Toldi, come analogo dei semicingolati tedeschi. Come base venne utilizzato lo scafo del semovente antiaereo 40M Nimród o, secondo altre fonti, quello del suo predecessore Luftvärnskanonvagn L-62 Anti II svedese, consegnato all'Ungheria in un unico esemplare nel 1938.
Il prototipo venne denominato 43M Lehel A (dall'ungherese "arkasz" - geniere), venne realizzato nel 1943 e testato in due allestimenti: trasporto truppe e ambulanza corazzata. Il blindato superò le prove e ne venne consigliata l'adozione. Tuttavia la sua produzione avrebbe inciso negativamente su quella del semovente Nimród, ritenuta prioritaria dal Reale Esercito Ungherese. Secondo altre fonti venne decisa la conversione di 10 Nimród in altrettanti 43M Lehel S (dall'ungherese "sebesult szallito" - portaferiti), ma anche questo piano venne abbandonato. Non si sa nulla dell'uso in combattimento. L'unico esemplare costruito fu consegnato all'esercito ungherese nel 1944 e, a giudicare dalle fotografia superstiti, fu utilizzato in combattimento. L'unico Lehel venne distrutto sembra durante l'assedio di Budapest.

## Tecnica
Le due versioni erano pressoché identiche, differivano solo nell'allestimento del vano di trasporto: il Lehel A trasportava, oltre ai due membri dell'equipaggio, 8 paracadutisti; nella versione Lehel S invece il vano di combattimento ospitava 4 feriti barellati e 4 feriti seduti (o personale sanitario). Inoltre, ogni versione poteva essere riallestita nell'altra sul campo in 10 minuti.
Lo scafo era mutuato totalmente da quello del 40M Nimród. Nel vano anteriore erano posizionate la trasmissione, il posto di guida a sinistra e la postazione del capocarro/mitragliere a destra. Nella parte centrale, il vano di combattimento a cielo aperto, privato della torretta e rialzato da piastre corazzate inclinate verso l'interno, prendevano posto i fanti o i feriti. La corazzatura era a prova di proiettili di armi portatili e schegge di artiglieria e non superava i 13 mm di spessore.
L'armamento, assente nelle foto del prototipo, era costituito da una mitragliatrice, probabilmente una Gebauer 34/37M da 8 mm, sul lato destro della piastra frontale.
Il veicolo era propulso dallo stesso motore del semovente, un Büssing-NAG L8V/36TR a 8 cilindri raffreddato a liquido, alimentato a benzina, erogante 150 hp. Per la produzione di serie era prevista l'adozione del motore di produzione nazionale Ganz VII VGT 107, sempre da 150 hp. Con una massa totale di 10.200 kg (solo 300 kg in meno del Nimród), si prevedeva potesse raggiungere una velocità massima di 60 km/h. La trasmissione di tipo meccanico era situata nella parte anteriore dello scafo ed era composta da: una frizione principale a secco, un cambio epicicloidale a 5 marce, un bloccaggio del differenziale e frizioni laterali.
Il treno di rotolamento era costituito da 5 doppie ruote gommate con sospensioni a barra di torsione, tre rulli reggicingolo, ruota motrice anteriore e ruota di rinvio posteriore.